# Lecudina legeri
Lecudina legeri is een soort in de taxonomische indeling van de Myzozoa, een stam van microscopische parasitaire dieren. Het organisme komt uit het geslacht Lecudina en behoort tot de familie Lecudinidae. Lecudina legeri werd in 1909 ontdekt door Brasil.